# CBUF-FM
CBUF-FM est une station de radio publique non-commerciale canadienne francophone située à Vancouver dans la province de la Colombie-Britannique. 
Elle est détenue et opérée par la Société Radio-Canada ainsi qu'il est affiliée à son réseau généraliste d'ICI Radio-Canada Première et aux chaînes de réémetteurs en Colombie-Britannique. 
CBUF-FM diffuse des émissions d'informations et des émissions-débats avec ces quelques émissions musicales.
Il s'agit la première station de radio de la langue française de Radio-Canada à l'Ouest de l'Ontario, qui a été diffusé le 1er décembre 1967. 
Ces studios et ces bureaux se trouvent dans le Centre de radiodiffusion régional de la CBC sur la rue Hamilton au quartier Downtown Vancouver, tandis sa tour de transmission se trouve au sommet de la montagne du Mont Seymour.
La CBUF-FM sert également l'intermédiaire d'un répéteur local à la ville de Whitehorse, la capitale du territoire canadien du Yukon.

## Émissions
Parmi les émissions actuelles locales de la CBUF-FM sont Phare Ouest, diffusée en matinée de la semaine de 06h00 à 9h00 et Boulevard du Pacifique de l'après-midi durant la semaine de 15h30 à 18h00. 
CBUF-FM produit également une émission du samedi matin Culture et confiture de 07h00 à 11h00.
Lorsqu'il y a des jours fériés CKSB-10-FM du Manitoba, produit une émission matinale des Fêtes pour l'Ouest canadien, Les matins de l'Ouest. 
Le retour de l'Ouest produit par CHFA-FM de l'Alberta, remplace la programmation régionale sur les stations d'ICI Première de l'Ouest canadien. 
Pendant les mois d'été CBUF-FM produit Le monde chez nous, une série documentaire diffusée tout les samedis matins de 10h00 à 11h00.

## Émetteurs
| Villes              | Identifiant | Fréquence | Puissance   | Classe | Coordonnées géographiques, | Décision CRTC |
| ------------------- | ----------- | --------- | ----------- | ------ | -------------------------- | ------------- |
| Chilliwack          | CBUF-FM-1   | 102.1 FM  | 81 watts    | A      |                            |               |
| Dawson Creek        | CBUF-FM-7   | 93.7 FM   | 70 watts    | A1     |                            |               |
| Kamloops            | CBUF-FM-6   | 96.5 FM   | 4 750 watts | B      |                            |               |
| Kelowna             | CBUF-FM-2   | 90.5 FM   | 2 700 watts | B      |                            |               |
| Kitimat             | CBUF-FM-5   | 105.1 FM  | 285 watts   | A      |                            |               |
| Port Alberni        | CBUF-FM-8   | 94.9 FM   | 348 watts   | A      |                            |               |
| Prince George       | CBUF-FM-4   | 95.5 FM   | 130 watts   | A1     |                            |               |
| Terrace             | CBUF-FM-3   | 96.9 FM   | 225 watts   | B      |                            |               |
| Victoria            | CBUF-FM-9   | 99.7 FM   | 1 200 watts | A      |                            |               |
| Whistler            | CBUF-FM-10  | 103.1 FM  | 500 watts   | A      |                            |               |
| Whitehorse au Yukon | CFWY-FM     | 102.1 FM  | 200 watts   | B      |                            |               |

L'émetteur de la ville yukonnaise de Whitehorse n'appartient pas à la CBC, mais il est géré à l'organisme communautaire de l'Association Franco-Yukonnaise.